# Love I Can't Defend
Love I Can't Defend is de debuutsingle van de Noorse zangeres Elvira Nikolaisen, deze werd uitgebracht op 3 december 2005 in Noorwegen en behaalde de 2e plaats in de hitlijsten van week 52 en bleef 12 weken in de Noorse charts staan. In Nederland werd de single pas in maart 2007 uitgebracht, maar werd in week 10 bij Radio 2 uitgeroepen tot paradeplaat. Het nummer bereikte plaats 8 in de Nederlandse tipparade.

## Achtergrond
Het nummer werd opgenomen in de Athletic Sound studio's onder arrangement van Knut Schreiner in Halden in Noorwegen. Waar het gehele debuutalbum Quiet Exit tussen september en november 2005 werd opgenomen.
Het nummer gaat over een liefde die onbeschrijfelijk mooi is en uit Nikolaisens eigen fantasie geïnterpreteerd is.

### Clip
Nikolaisen zit in het begin van de clip achter de piano, dan worden de beelden afgewisseld met Nikolaisen die met een ronde lampion richting een open terrein tussen de fjorden loopt. Aan de lampion zit een ronde ring bevestigd die in brand wordt gestoken, waarna ze het ding los laat en het emotioneel na kijkt. Op de achtergrond stijgen er meerdere lampionnen op, waarna de clip eindigt.